# Michel Brière-emlékkupa
A Michel Brière-emlékkupa egy díj, melyet a QMJHL-ben ítélnek oda az MVP-nek. A kupát Michel Brière-ről nevezték el, aki egy autóbalesetben hunyt el nagyon fiatalon. A Pittsburgh Penguins játékosa volt és a csapat az ő tiszteletére alapította a Michel Brière Rookie of the Year Awardot.

## A díjazottak
Megjegyzés: A vastagon szedett játékosok Az év játékosa díjat is elnyerték
| Szezon    | Játékos              | Csapat                       |
| --------- | -------------------- | ---------------------------- |
| 2013–2014 | Anthony Mantha       | Val-d'Or Foreurs             |
| 2012–2013 | Jonathan Drouin      | Halifax Mooseheads           |
| 2011–2012 | Yanni Gourde         | Victoriaville Tigres         |
| 2010–2011 | Sean Couturier       | Drummondville Voltigeurs     |
| 2009–2010 | Mike Hoffman         | Saint John Sea Dogs          |
| 2008–2009 | Nicola Riopel        | Moncton Wildcats             |
| 2007–2008 | Francis Pare         | Chicoutimi Saguenéens        |
| 2006–2007 | Mathieu Perreault    | Acadie-Bathurst Titan        |
| 2005–2006 | Alekszandr Ragyulov  | Québec Remparts              |
| 2004–2005 | Sidney Crosby        | Rimouski Océanic             |
| 2003–2004 | Sidney Crosby        | Rimouski Océanic             |
| 2002–2003 | Joel Perrault        | Baie-Comeau Drakkar          |
| 2001–2002 | Pierre-Marc Bouchard | Chicoutimi Saguenéens        |
| 2000–2001 | Simon Gamache        | Val-d'Or Foreurs             |
| 1999–2000 | Brad Richards        | Rimouski Océanic             |
| 1998–1999 | Mathieu Chouinard    | Shawinigan Cataractes        |
| 1997–1998 | Ramzi Abid           | Chicoutimi Saguenéens        |
| 1996–1997 | Daniel Corso         | Victoriaville Tigres         |
| 1995–1996 | Christian Dubé       | Sherbrooke Faucons           |
| 1994–1995 | Frederic Chartier    | Laval Titan Collège Français |
| 1993–1994 | Emmanuel Fernandez   | Laval Titan                  |
| 1992–1993 | Jocelyn Thibault     | Sherbrooke Faucons           |
| 1991–1992 | Charles Poulin       | Saint-Hyacinthe Laser        |
| 1990–1991 | Yanic Perreault      | Trois-Rivières Draveurs      |
| 1989–1990 | Andrew McKim         | Hull Olympiques              |
| 1988–1989 | Stéphane Morin       | Chicoutimi Saguenéens        |
| 1987–1988 | Marc Saumier         | Hull Olympiques              |
| 1986–1987 | Robert Desjardins    | Longueuil Chevaliers         |
| 1985–1986 | Guy Rouleau          | Hull Olympiques              |
| 1984–1985 | Daniel Berthiaume    | Chicoutimi Saguenéens        |
| 1983–1984 | Mario Lemieux        | Laval Voisins                |
| 1982–1983 | Pat LaFontaine       | Verdun Juniors               |
| 1981–1982 | John Chabot          | Sherbrooke Castors           |
| 1980–1981 | Dale Hawerchuk       | Cornwall Royals              |
| 1979–1980 | Denis Savard         | Montréal Juniors             |
| 1978–1979 | Pierre Lacroix       | Trois-Rivières Draveurs      |
| 1977–1978 | Kevin Reeves         | Montréal Juniors             |
| 1976–1977 | Lucien Deblois       | Sorel Éperviers              |
| 1975–1976 | Peter Marsh          | Sherbrooke Castors           |
| 1974–1975 | Mario Viens          | Cornwall Royals              |
| 1973–1974 | Gary MacGregor       | Cornwall Royals              |
| 1972–1973 | André Savard         | Québec Remparts              |